# Stock 23
Stock 23 è un oggetto appariscente classificato talvolta come ammasso aperto e talvolta come un semplice asterismo, visibile nella costellazione della Giraffa.

## Osservazione

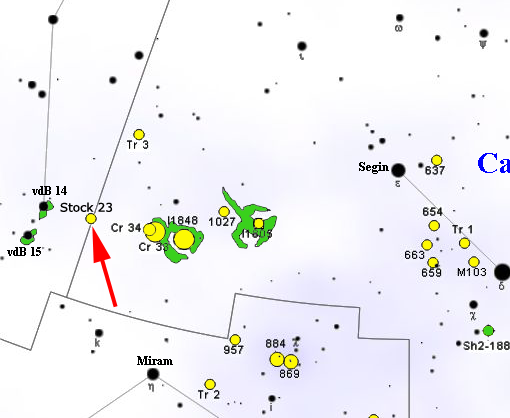
Mappa per individuare Stock 23.

Può essere individuato con relativa facilità, grazie alla presenza delle due stelle HD 21291 e HD 21389, entrambe di magnitudine 4, che costituiscono una delle zampe della Giraffa; in particolare, l'ammasso si trova 1,5° a est della prima, sul confine con Cassiopea. Le sue componenti principali sono di magnitudine 7 e 8 e sono chiaramente risolvibili anche con un binocolo 10x50 sotto buone condizioni osservative; un telescopio da 80-100mm di apertura può permettere le migliori osservazioni, date le dimensioni dell'oggetto e la distanza che intercorre fra le sue componenti. Con strumenti di diametro maggiore e lunghe focali si perde facilmente la visione d'insieme e le sue componenti appaiono troppo disperse.
La declinazione fortemente settentrionale di quest'ammasso favorisce notevolmente gli osservatori dell'emisfero nord, da cui si presenta circumpolare fino alle latitudini medio-basse; dall'emisfero australe d'altra parte resta piuttosto basso e non è osservabile dalle aree lontane dalla zona tropicale. Il periodo migliore per la sua osservazione nel cielo serale è quello compreso fra ottobre e marzo.

## Storia delle osservazioni
Nonostante la sua luminosità, sembra che nessun astronomo si sia interessato ad esso fino alla metà del XX secolo, quando venne riconosciuto come ammasso aperto da un gruppo di astronomi e attribuito alla lista di 24 ammassi aperti dell'astronomo Jurgen Stock. Verso la fine degli anni settanta venne citato nella rivista Sky & Telescope da John Pazmino e da allora viene talvolta riconosciuto col soprannome di "Ammasso di Pazmino" (Pazmino's Cluster); nonostante ciò, è tuttora un oggetto poco noto sia presso gli appassionati che nella comunità scientifica.

## Caratteristiche
Stock 23 è un ammasso aperto piuttosto sparso e poco popolato, la cui natura di oggetto reale è messa in dubbio; la sua distanza è stata stimata in alcuni studi attorno ai 380 parsec (1240 anni luce), un valore piuttosto simile al ben più esteso ammasso Stock 2, visibile poco a nord dell'Ammasso Doppio di Perseo; esso ricadrebbe quindi nel Braccio di Orione, in primo piano rispetto all'associazione OB Camelopardalis OB1, cui appartengono diverse stelle blu visibili nei dintorni. Da notare tuttavia che in uno studio incentrato proprio su quest'associazione si considera fra le stelle membri di Camelopardalis OB1 HD 20134, una stella Be con classe spettrale B2,5V che risulta essere fra le componenti più luminose di Stock 23; la distanza presa in considerazione è quella di 800 parsec (circa 2600 anni luce), stimata per quest'ammasso in un lavoro sulle regioni H II del Catalogo BFS.
Gli studi fotometrici condotti sulle stelle di quest'oggetto farebbero tuttavia ritenere che si possa trattare più che altro di un asterismo, le cui componenti non sarebbero quindi fisicamente legate fra loro ma si troverebbero a diverse distanze. Da notare che alla distanza di 800 parsec si estende la regione H II Sh2-202, associata a Camelopardalis OB1 e ionizzata dalle sue componenti, oltre a una nebulosa a riflessione di colore blu, la cui stella illuminatrice non è stata determinata.
Alcune delle stelle delineanti l'ammasso sono doppie; la più cospicua è nota come Struve 362 ed è formata da due stelle biancastre di magnitudine 8,27 e 8,31, separate da 7". Una seconda doppia fisica è costituita da una stella azzurra di magnitudine 8,05 con una compagna di 11,82, separata da 17"; questa coppia è stata riconosciuta come fisicamente legata soltanto nel 2012 ed è catalogata come BGO 1.